# Gabrius hesperius
Gabrius hesperius é uma espécie de insetos coleópteros polífagos pertencente à família Staphylinidae.
A autoridade científica da espécie é Fauvel, tendo sido descrita no ano de 1878.
Trata-se de uma espécie presente no território português.